# Monte Spineto
Il Monte Spineto (Monte Spinè in ligure e piemontese, 459 m s.l.m.) è l'ultimo contrafforte dell'Appennino Ligure posto tra la valle Scrivia e la val Borbera.

## Geografia

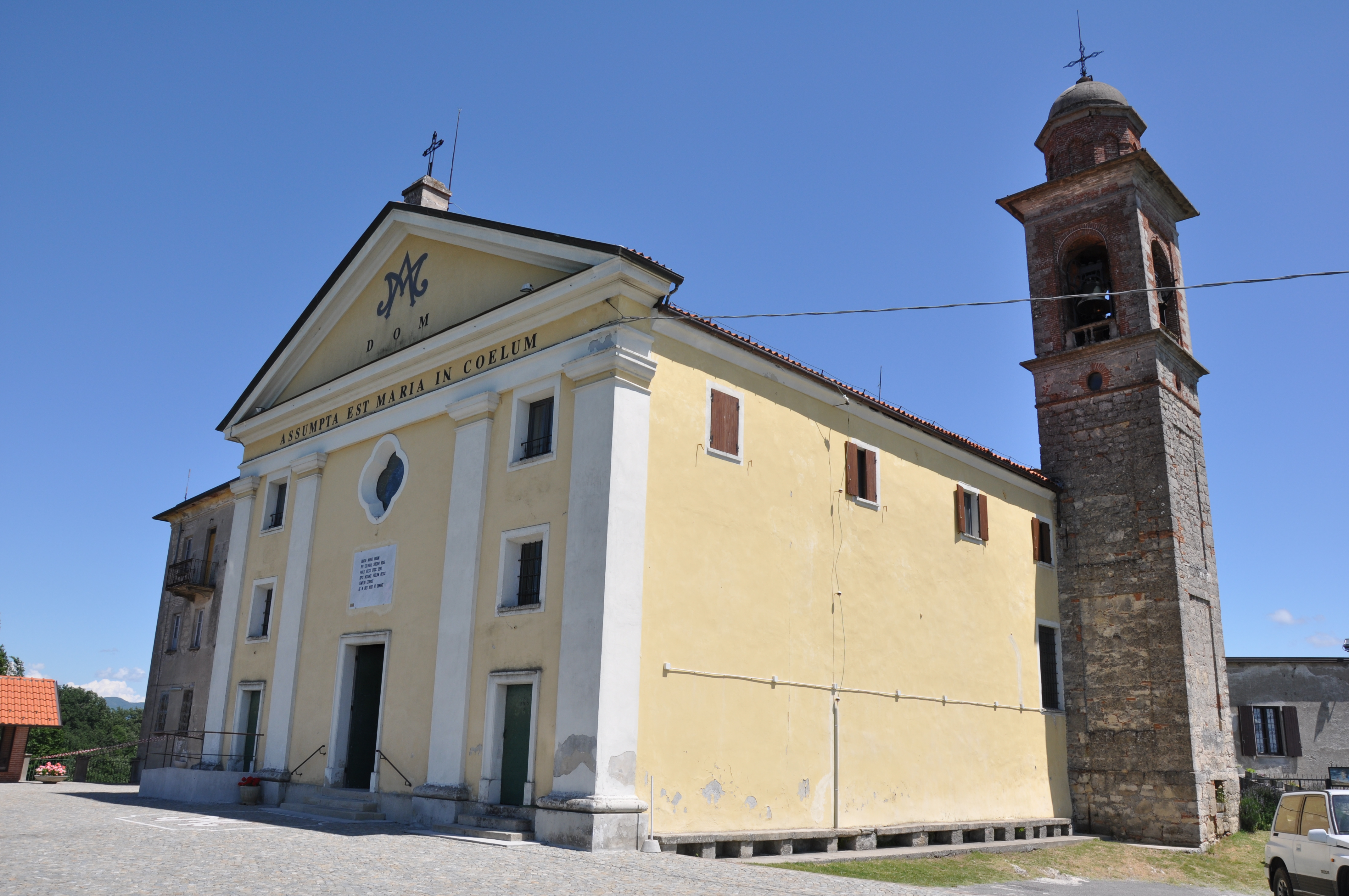
Santuario della Madonna di Monte Spineto.

Il rilievo si trova interamente compreso nel comune di Stazzano a breve distanza dai comuni di Serravalle Scrivia e di Vignole Borbera. Sul monte si trova un ripetitore RAI.

## Storia

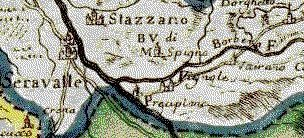
Vignole Borbera nella carta dei Feudi Imperiali dell'ing. Carlo Borgonio del XVII secolo. È visibile anche Monte Spineto

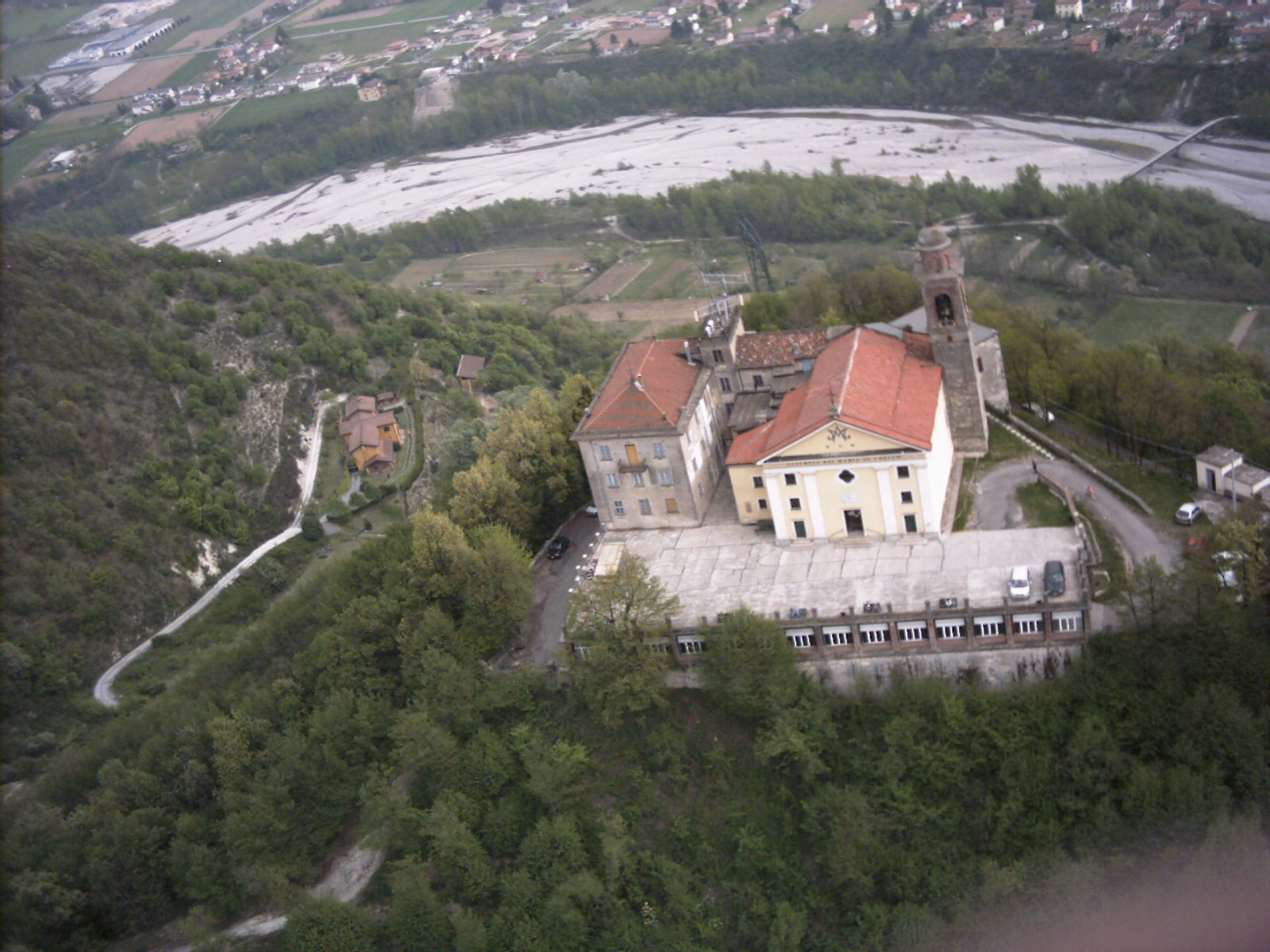
Vista aerea di Monte Spineto lato sud

Il nome del monte si riferisce al biancospino dove avvennero eventi miracolosi.  Nell'alto medioevo era conosciuto col nome di Monte Arimanno e nel basso medioevo con il nome di Monte Spigno. Nel 1633 sulla sommità del monte incominciò la costruzione del Santuario di Nostra Signora del Monte Spineto, voluto dal vescovo di Tortona Paolo Arese.  È spesso soggetto a fenomeni franosi nella forma di crolli e ribaltamenti di roccia; il più catastrofico evento si verificò il 2 gennaio 2017 alle ore 7:18, quando il Monte Spinè "scrollò i versanti" e caddero verso valle diverse migliaia di metri cubi di roccia.